# 贝讷维尔
贝讷维尔（法語：Besneville，法語發音：[bɛnvil]）是法国芒什省的一个市镇，属于瑟堡区。

## 地理
贝讷维尔（49°22'4"N, 1°37'39"W）面积18.27 平方千米，位于法国诺曼底大区芒什省，该省份为法国西北部沿海省份，西、北、东北三面环大西洋，东起顺时针与卡爾瓦多斯省、奧恩省、马耶讷省和伊勒-维莱讷省接壤。
与贝讷维尔接壤的市镇（或旧市镇、城区）包括：圣雅克德内乌、康维尔拉罗克、菲耶维尔莱米讷、博蒙地区讷维尔、圣索沃尔勒维孔特、塔耶皮耶、滨海巴伊港。

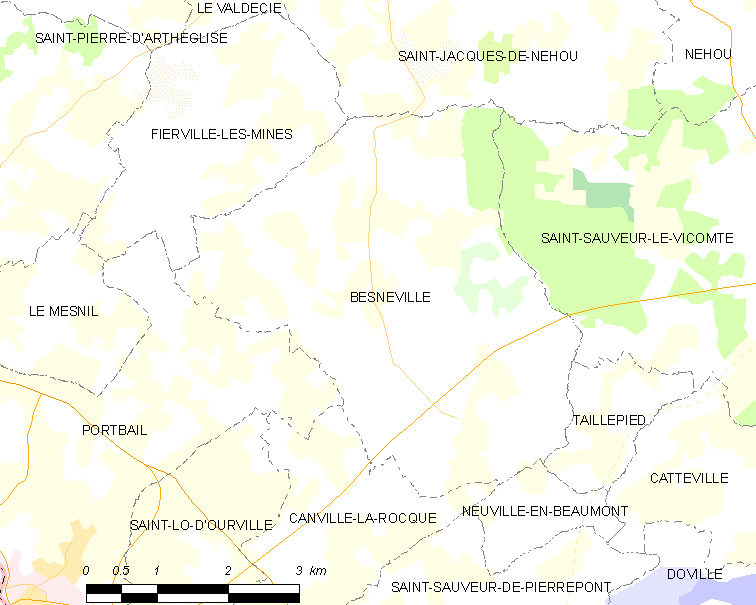
贝讷维尔的OSM定位图

贝讷维尔的时区为UTC+01:00、UTC+02:00（夏令时）。

## 行政
贝讷维尔的邮政编码为50390，INSEE市镇编码为50049。

## 政治
贝讷维尔所属的省级选区为科唐坦地区布里克贝克县。

## 人口

1962-2008年间贝讷维尔人口变化图示

贝讷维尔于2022年1月1日时的人口数量为662人。